# إيان وايتهيد
إيان وايتهيد (بالإنجليزية: Ian Whitehead)‏ هو لاعب كرة قدم بريطاني في مركز الهجوم، ولد في 28 ديسمبر 1946 في اسكتلندا في المملكة المتحدة. لعب مع نادي آير يونايتد.